# Alice Vittet
Pour les articles homonymes, voir Vittet.
Alice Vittet, née Alice Rigot et connue comme La Mère Vittet est une cuisinière française, une des Mères lyonnaises, née le 5 mai 1905 à Montalieu-Vercieu et morte dans la nuit du 13 au 14 février 1989 en région lyonnaise.
Son restaurant La Mère Vittet était situé cours de Verdun à proximité de la gare de Perrache.

## Hommages
- Il y a une allée Mère-Vittet dans les Halles de Lyon-Paul Bocuse[2].

## Sources
- « La Mère Vittet n'est plus » in Le Progrès 15 février 1989
- Catherine Guinard, « Perrache perd sa mère » in Lyon Figaro, 16 février 1989, p. 44
- « Obsèques de la Mère Vittet » in Lyon Matin, 17 février 1989